# Simopteryx miraria
Simopteryx miraria är en fjärilsart som beskrevs av Charles Oberthür 1911. Simopteryx miraria ingår i släktet Simopteryx och familjen mätare. Inga underarter finns listade i Catalogue of Life.